# Sông Shilka
Sông Shilka (tiếng Nga: Шилка река) là một con sông chảy trong địa phận Zabaykalsky, đông nam Liên bang Nga với chiều dài 560 km (348 dặm Anh). Nó được tính từ nơi hợp lưu của sông Onon và sông Ingoda. Sông Shilka chảy trong một thung lũng sâu nằm giữa hai dãy núi Shilkinsky và Amazarsky ở phía bắc và dãy núi Borshchovochnyi ở phía nam. Dòng chảy nhanh; tại nhiều nơi sông Shilka bị chia ra thành các nhánh sông hay tạo thành các bãi nông. Nguồn nuôi chủ yếu là nước mưa. Mùa lũ trong tháng 7-8; một vài nơi bị ngập lụt. Lưu lượng trung bình ở 149 km từ cửa sông là 521 m³/s, lớn nhất đạt 11.400 m³/s (tháng 7 năm 1958), nhỏ nhất đạt 0,81 m³/s (tháng 3 năm 1969); về mùa đông bị đóng băng trong một số năm. Đóng băng vào cuối tháng 10 — đầu tháng 11, băng tan vào cuối tháng 4 — nửa đầu tháng 5 năm sau.
Nó hợp lưu với sông Argun trên biên giới Nga-Trung Quốc để tạo thành sông Amur (Hắc Long Giang). Sông này phù hợp cho giao thông thủy trên toàn bộ chiều dài của nó.